# Grain From Ukraine
Grain From Ukraine (укр. Зерно з України, рус. Зерно из Украины) — продовольственная программа помощи странам глобального юга в преодолении голода на фоне мирового продовольственного кризиса, которую Украина реализует совместно со Всемирной продовольственной программой ООН (англ. World Food Programme, сокр. WFP) при финансовой поддержке развитых стран.

## История
До начала российского вторжения в 2022 году Украина выступала одним из основных поставщиков зерна для Всемирной продовольственной программы ООН и четвёртым в мире экспортёром пшеницы. Блокада черноморских портов на месяцы прервала поставки продовольствия из страны, ускорила рост цен и подстегнуло продовольственный кризис, от чего более остальных пострадали бедные страны, зависящие от импорта зерна.
Продовольственный экспорт из Украины удалось возобновить в рамках Черноморской зерновой инициативы летом 2022 года. Только в августе—ноябре в рамках зерновой сделки Украина отправила более 11 млн тонн сельскохозяйственных грузов в 38 стран мира. WFP и USAID возобновили поставки украинского зерна в беднейшие страны, а продовольственные цены начали снижаться, но всё ещё оставались высокими для многих покупателей из Африки, и основные партии зерна отправлялись в страны ЕС (Испанию, Италию), Китай и Турцию. 
15 ноября 2022 года в ходе саммита G20 президент Украины Владимир Зеленский предложил механизм поставок зерна нуждающимся странам в рамках программы Grain From Ukraine. Официальный старт программе был дан 26 ноября 2022 года в ходе саммита по продовольственной безопасности, приуроченного к 90-й годовщине Голодомора — искусственно созданного советской властью массового голода в Украине в 1930—1932 годах, который убил несколько миллионов человек.
Украинские власти отмечали, что продовольственная программа призвана подчеркнуть роль Украины как ответственного участника мирового сообщества, а также оспорить нарративы российской пропаганды о вине Украины и стран Запада в продовольственных проблемах бедных стран.

## Формат
Grain From Ukraine ставит целью защитить от массового голода не менее 5 млн человек в странах Африки и Азии, находящихся под угрозой голода — Эфиопии, Судане, Южном Судане, Сомали, Йемене, Конго, Кении, Нигерии. До конца весны 2023 года украинские власти планировали отправить не менее 60 судов с зерном из Украины (по 25—30 тыс. тонн), каждое из которых может в течение года прокормить до 90 тыс. человек. 
В рамках программы страны-участники приобретают из отдельного пула зерно от малых и средних фермерских предприятий Украины для передачи странам, находящимся на грани голода, и оплачивают фрахт. Таким образом, международные партнёры могут одновременно поддержать украинскую экономику в трудный период и помочь предотвратить массовый голод.
Программу курирует международная координационная группа по предупреждению голода под председательством президента Украины. В неё входят представители правительств стран-участников, крупных корпораций и меценаты, которые могут оказать прямое влияние на мировую продовольственную безопасность.

## Участники
К концу 2022 года более 30 стран пожертвовали около 200 млн долларов на поставки беднейшим странам в рамках программы.
- Украина самостоятельно закупила 50 тыс. тонн зерна для первых двух кораблей (50 тыс. тонн на сумму 420 млн гривен), а Германия и Япония оплатили фрахт[9].
- Европейская комиссия профинансировала закупку 40 тыс. тонн зерна[10] в дополнении к 1 млрд евро, ранее выделенному на организацию поставок сельхозпродукции из Украины в рамках программы Solidarity Lanes (та позволила вывезти 17 млн тонн грузов с начала войны)[6].
- США через USAID предоставили финансирование на сумму до 20 млн долларов в дополнение к 173 млн долларов, ранее выделенных WFP на закупку в рамках Черноморской зерновой инициативы украинского зерна для стран на грани голода — Эфиопии, Йемена и Афганистана[3]. Всего с начала войны США выделили более 11 млрд долларов на помощь беднейшим странам, в т.ч. 8,6 млрд долларов гуманитарной поддержки: прямые поставки продовольствия, обеспечение доступа к чистой воде, здравоохранению и пр[1][11].
- Южная Корея присоединилась к программе и предоставила 3 млн долларов помощи по линии Всемирной продовольственной организации[12].
- Швеция предоставила 100 млн крон (9,5 млн долларов) на закупку зерна и фрахт трёх балкеров для Йемена и Судана в дополнение к 400 млн крон, выделенных для WFP в сентябре 2022 года для предотвращения риска голода в Йемене[13].
- В числе других доноров программы Австрия (3,9 млн долларов), Великобритания (6 млн долларов), Канада (30 млн долларов), Нидерланды (4 млн долларов)[14], Франция (20 млн долларов)[6], а также Германия, Катар, Норвегия, Польша[15], Турция и Япония[3].

## Результаты
В ноябре—декабре 2022 года первые суда в рамках программы доставили грузы пшеницы в Эфиопию и Сомали, ещё несколько кораблей готовились к погрузке или уже направлялись в порты назначения.